# Mistrzostwa Świata w Piłce Nożnej 2014 (eliminacje strefy AFC)/Grupa B

## Grupa
| Lp. | Drużyna   | M | Mecze | Mecze | Mecze | Bramki | Bramki | Bramki | Pkt |
| Lp. | Drużyna   | M | W     | R     | P     | +      | −      | +/−    | Pkt |
| --- | --------- | - | ----- | ----- | ----- | ------ | ------ | ------ | --- |
| 1.  | Japonia   | 8 | 5     | 2     | 1     | 16     | 5      | +11    | 17  |
| 2.  | Australia | 8 | 3     | 4     | 1     | 12     | 7      | +5     | 13  |
| 3.  | Jordania  | 8 | 3     | 1     | 4     | 7      | 16     | −9     | 10  |
| 4.  | Oman      | 8 | 2     | 3     | 3     | 7      | 10     | −3     | 9   |
| 5.  | Irak      | 8 | 1     | 2     | 5     | 4      | 8      | −4     | 5   |

## Mecze
| 3 czerwca 2012 | Japonia · Honda 12' · Maeda 51' · Okazaki 54' | 3:0(1:0) | Oman | Stadion Saitama, Saitama Widzów: 63,6 tys. Sędzia: Ravshan Ermatov |
|                |                                               |          |      |                                                                    |

| 3 czerwca 2012 | Jordania · Ibrahim 43' | 1:1(1:1) | Irak · 14' Akram | Stadion Międzynarodowy w Ammanie, Amman Widzów: 21,4 tys. Sędzia: Valentin Kovalenko |
|                |                        |          |                  |                                                                                      |

| 8 czerwca 2012 | Japonia · Maeda 19' · Honda 21' 30' 53' (k) · Kagawa 35' · Kurihara 89' | 6:0(4:0) | Jordania | Stadion Saitama, Saitama Widzów: 60,9 tys. Sędzia: Kim Dong-jin |
|                |                                                                         |          |          |                                                                 |

| 8 czerwca 2012 | Oman | 0:0(0:0) | Australia | Kompleks Sportowy im. Sułtana Kabusa ibn Sa’ida, Maskat Widzów: 11 tys. Sędzia: Alireza Faghani |
|                |      |          |           |                                                                                                 |

| 12 czerwca 2012 | Australia · Wilkshire 70' (k) | 1:1(0:0) | Japonia · 65' Kurihara | Lang Park, Brisbane Widzów: 40,2 tys. Sędzia: Khalil Al Ghamdi |
|                 |                               |          |                        |                                                                |

| 12 czerwca 2012 | Irak · Mahmoud 37' (k) | 1:1(1:1) | Oman · 8' Al-Balushi | Grand Hamad Stadium, Doha (Katar) Widzów: 1,7 tys. Sędzia: Abdulrahman Abdou |
|                 |                        |          |                      |                                                                              |

| 11 września 2012 | Jordania · Fattah 48' (k) · Deeb 73' | 2:1(0:0) | Australia · 86' Thompson | Stadion Króla Abdullaha, Amman Widzów: 16 tys. Sędzia: Abdullah Balideh |
|                  |                                      |          |                          |                                                                         |

| 11 września 2012 | Japonia · Maeda 25' | 1:0(1:0) | Irak | Stadion Saitama, Saitama Widzów: 60,6 tys. Sędzia: Abdul Bashir |
|                  |                     |          |      |                                                                 |

| 16 października 2012 | Irak · Zahira 72' | 1:2(0:0) | Australia · 80' Cahill · 84' Thompson | Grand Hamad Stadium, Doha (Katar) Widzów: 2,2 tys. Sędzia: Lee Min-hu |
|                      |                   |          |                                       |                                                                       |

| 16 października 2012 | Oman · Mubarak 62' · Abdul-Hadi 87' | 2:1(0:0) | Jordania · 90' Bawab | Kompleks Sportowy im. Sułtana Kabusa ibn Sa’ida, Maskat Widzów: 26 tys. Sędzia: Nawaf Szukr Allah |
|                      |                                     |          |                      |                                                                                                   |

| 14 listopada 2012 | Irak · Ahmed 86' | 1:0(0:0) | Jordania | Grand Hamad Stadium, Doha (Katar) Widzów: 1,8 tys. Sędzia: Tan Hai |
|                   |                  |          |          |                                                                    |

| 14 listopada 2012 | Oman · Mubarak 77' | 1:2(0:1) | Japonia · 20' Kijotake · 89' Okazaki | Kompleks Sportowy im. Sułtana Kabusa ibn Sa’ida, Maskat Widzów: 28,4 tys. Sędzia: Abdullah Balideh |
|                   |                    |          |                                      | |

| 26 marca 2013 | Australia · Cahill 52' · Holman 85' | 2:2(0:1) | Oman · 6' Al-Muqbali · 49' (sam.) Jedinak | ANZ Stadium, Sydney Widzów: 34,6 tys. Sędzia: Ravshan Ermatov |
|               |                                     |          |                                           |                                                               |

| 26 marca 2013 | Jordania · Ateyah 45+1' · Ibrahim 60' | 2:1(1:0) | Japonia · 69' Kagawa | Stadion Króla Abdullaha, Amman Widzów: 18 tys. Sędzia: Alireza Faghani |
|               |                                       |          |                      |                                                                        |

| 4 czerwca 2013 | Oman · Al Ajmi 45+3' | 1:0(1:0) | Irak | Kompleks Sportowy im. Sułtana Kabusa ibn Sa’ida, Maskat Widzów: 18,3 tys. Sędzia: Kim Dong-jin |
|                |                      |          |      |                                                                                                |

| 4 czerwca 2013 | Japonia · Honda 90+1' (k.) | 1:1(0:0) | Australia · 82' Oar | Stadion Saitama, Saitama Widzów: 62,2 tys. Sędzia: Nawaf Szukr Allah |
|                |                            |          |                     |                                                                      |

| 11 czerwca 2013 | Australia · Bresciano 15' · Cahill 61' · Kruse 76' · Neill 84' | 4:0(1:0) | Jordania | stadion Docklands, Melbourne Widzów: 43,8 tys. Sędzia: Abdul Malik Abdul Bashir |
|                 |                                                                |          |          |                                                                                 |

| 11 czerwca 2013 | Irak | 0:1(0:0) | Japonia · 89' Okazaki | Grand Hamad Stadium, Doha (Katar) Widzów: 1,1 tys. Sędzia: Valentin Kovalenko |
|                 |      |          |                       |                                                                               |

| 18 czerwca 2013 | Australia · Kennedy 83' | 1:0(0:0) | Irak | Stadium Australia, Sydney Widzów: 80,5 tys. Sędzia: Alireza Faghani |
|                 |                         |          |      |                                                                     |

| 18 czerwca 2013 | Jordania · 57' Ibrahim | 1:0(0:0) | Oman | Stadion Króla Abdullaha, Amman Widzów: 14 tys. Sędzia: Valentin Kovalenko |
|                 |                        |          |      |                                                                           |